# Konspiracja.com
konspiracja.com – amerykański thriller z 2001 roku.

## Główne role
- Ryan Phillippe – Milo Hoffman
- Rachael Leigh Cook – Lisa Calighan
- Claire Forlani – Alice Poulson
- Tim Robbins – Gary Winston
- Douglas McFerran – Bob Shrot
- Richard Roundtree – Lyle Barton
- Tygh Runyan – Larry Banks
- Yee Jee Tso – Teddy Chin
- Nate Dushku – Brian Bissel
- Ned Bellamy – Phil Grimes